# Белебейская операция
Белебейская операция (Белебеевская операция) (15—19 мая 1919) — боевая операция Восточного фронта РККА по захвату Белебеевского уезда Уфимской губернии. Составная часть Контрнаступления Восточного фронта.
Во время этой операции войска Южной группы (численность 23 тысячи человек, 119 орудий) под начальством М. В. Фрунзе ударили с фронта обходным манёвром на Белебей и нанесли поражение Волжской группе белых и отбросили её примерно на 50-70 км к востоку, создав предпосылки для проведения Уфимской наступательной операции РККА.